# Ядвінув (Зволенський повіт)
Ядвінув (пол. Jadwinów) — село в Польщі, у гміні Полічна Зволенського повіту Мазовецького воєводства.
Населення — 119 осіб (2011).
У 1975-1998 роках село належало до Радомського воєводства.

## Демографія
Демографічна структура станом на 31 березня 2011 року:
|          | Загалом | Допрацездатний вік | Працездатний вік | Постпрацездатний вік |
| -------- | ------- | ------------------ | ---------------- | -------------------- |
| Чоловіки | 59      | 12                 | 43               | 4                    |
| Жінки    | 60      | 13                 | 30               | 17                   |
| Разом    | 119     | 25                 | 73               | 21                   |